# Товашов, Михаил Миронович
Михаи́л Миро́нович Товашо́в (1881, д. Сосновка, Медведевский район, Республики Марий Эл, Россия — 31 марта 1939, Каргапольский лагерь, Архангельская область, Россия) — военный и политический деятель, участник установления Советской власти в Марийском крае, литератор-публицист.

## Биография
Уроженец д. Сосново (Пунчерсола) Вараксинской волости Царевококшайского уезда Казанской губернии (ныне — д. Сосновка Медведевского района Республики Марий Эл, Россия). По национальности — мариец. До Первой мировой войны работал учителем в Обшиярах и Йеменцах. В годы войны окончил офицерскую школу. На фронте Первой мировой войны был ранен.
После Октябрьской революции — активный участник установления Советской власти в марийском крае. Член РКП(б) с 1919 года.
В январе 1918 года — комиссар отдела мари при штабе Казанского военного округа. Являлся организатором формирования марийского воинского подразделения в составе 2-го Казанского советского (интернационального имени Ф. Энгельса) полка. 13 марта 1918 года Товашов выступил на страницах газеты «Ӱжара» с письмом-воззванием добровольно вступить в ряды солдат Интернационального полка.
5 августа 1918 года марийская рота в составе 2-го Советского полка участвовала в ожесточённом сражении в районе устья реки Казанки. Рота потеряла значительную часть личного состава, её остатки после освобождения Казани от белых влились в состав 52-й дивизии Красной армии.
После освобождения Казани Товашов был назначен сотрудником агитационного подотдела Казанского губернского военного комиссариата, осуществляет перевод агитационных брошюр, воззваний и резолюций на язык мари.
За заслуги в ходе Гражданской войны имел награду — комплект кожаного обмундирования, подаренный Л. Д. Троцким.
В феврале 1919 года был назначен военным комиссаром Краснококшайского уезда. В связи с созданием Марийской автономной области на I съезде Советов был избран членом облисполкома. После учреждения 8 сентября 1921 года Марийского военного комиссариата утверждён первым военным комиссаром автономной области (занимал пост до 1925 года).
Находясь на посту военкома, имел конфликт с секретарём обкома партии Н. И. Ежовым, ставшим впоследствии народным комиссаром внутренних дел СССР. По инициативе последнего был поставлен вопрос о предании Товашова суду трибунала «за небрежное отношение со шрифтом», снятии его с работы и исключении из партии. За Товашова вступился командующий войсками Приволжского военного округа Д. Оськин:

Товарищ Товашов М. М. является лучшим военкомом в округе… и я не нахожу необходимости смещения его с должности.— 
Товашов был оставлен в партии и на работе, но дело не было прекращено, а с военкома была взята подписку о невыезде.
С 1926 — инспектор мест заключения НКВД Марийской автономной области. С 1933 года — пенсионер.
Репрессирован 29 декабря 1937, осуждён на 10 лет заключения.
Умер в 1939 году.